# فورد فستیوا
فورد فستیوا (به انگلیسی: Ford‌ Festiva) خودرویی است که در سال‌های ۱۹۸۶ تا ۲۰۰۲ تولید شده‌ است. البته نمونه نخست این خودرو در ایالات متحده آمریکا و توسط شرکت شرکت فورد موتور و با نام فستیوا تولید شده بود. این خودرو در سه نسل تولید شده‌است

## نسل اول (۱۹۸۶)

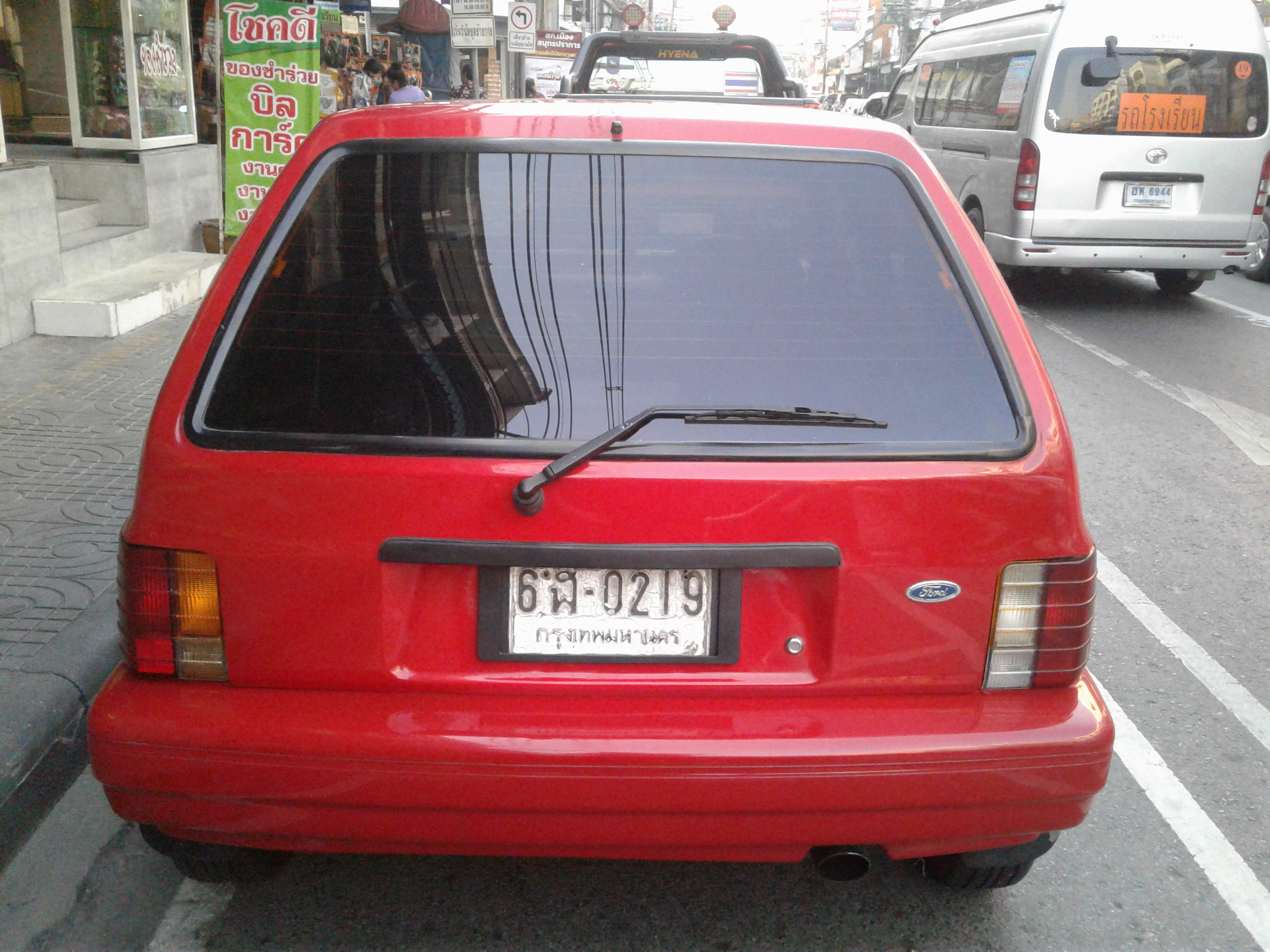
فورد فستیوا

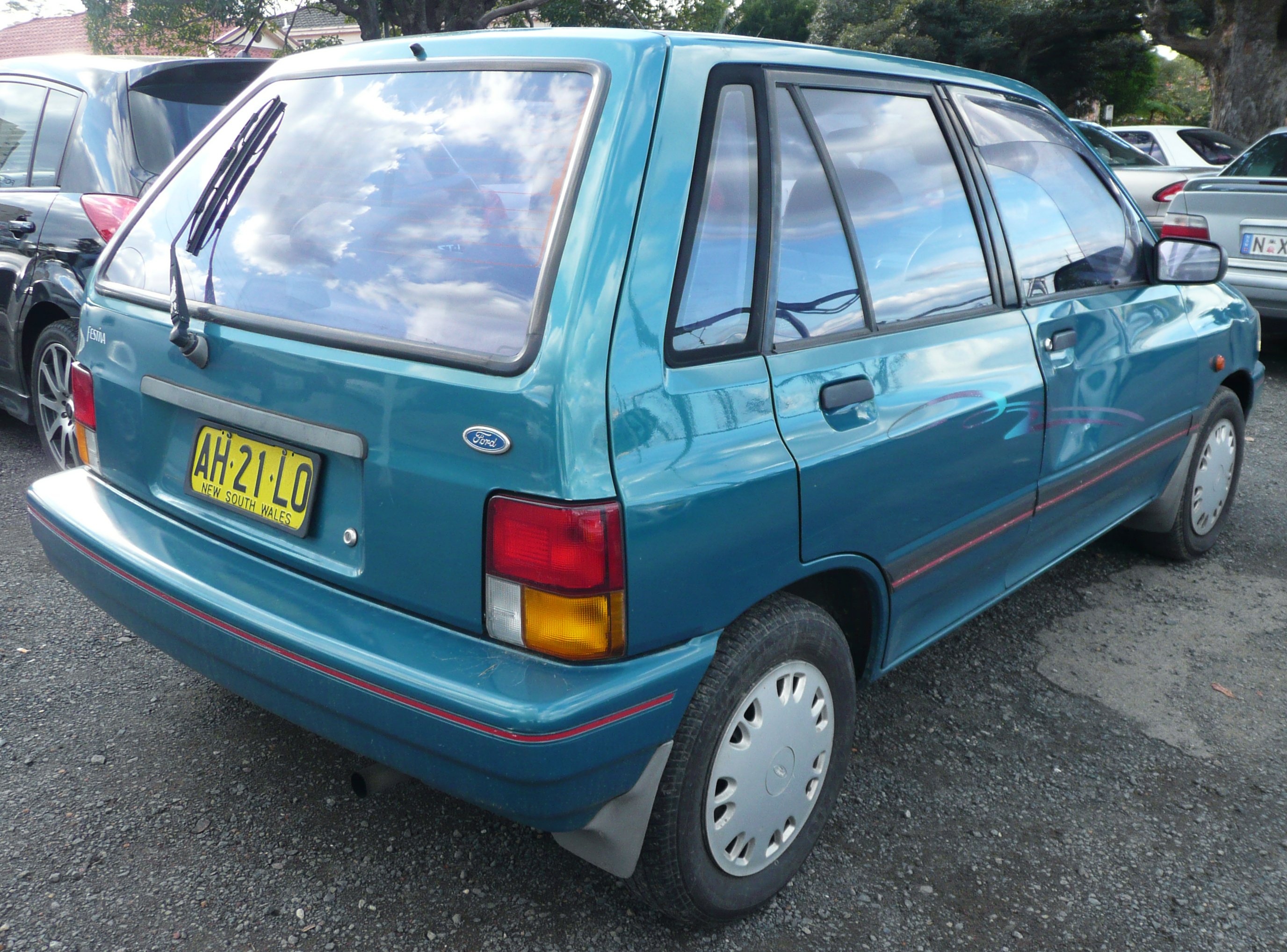
فورد فستیوا ۱۹۹۱–۱۹۹۴

پراید در اصل در شرکت مزدا ژاپن با سفارش فورد طراحی شد. هاچ‌بک سه در طراحی و ساخته شده توسط مزدا در فوریه ۱۹۸۶ در ژاپن با نام «فورد فستیوا» و با موتورهای ۱٫۱ و ۱٫۳ لیتری عرضه شد. فستیوا یک خودروی دیفرانسیل جلو بود و مکانیک‌های آن شامل تعلیق مستقل جلو با استرات، فنرهای مارپیچ و آنتی رول بار و همچنین سیستم تعلیق میله پیچشی در عقب بود. فستیوا در سال ۱۹۸۹ فیس‌لیفت شد و در جریان فیس‌لیفت طراحی جلوپنجره و چراغ عقب آن تغییر کرد.
مزدا در سال ۱۹۸۷ شروع به تولید فستیوا با نام «مزدا ۱۲۱» برای بازارهای استرالیا و اروپا کرد؛ اما این مدل هرگز در ژاپن به فروش نرسید. مدل استرالیایی ۱۲۱ به موتور ۱٫۳ لیتری B3 مجهز شده بود که با یک جعبه‌دنده پنج سرعته دستی جفت می‌شد. بازارهای اروپایی نیز موتور ۱٫۱ لیتری B1 با قدرت ۵۵ اسب بخار متری (۴۰ کیلووات) را با جعبه‌دنده چهار سرعته دستی دریافت کردند. تولید ۱۲۱ در سال ۱۹۹۰ متوقف شد و شعبه استرالیایی مزدا به‌طور رسمی در فوریه ۱۹۹۱ پایان تولید این خودرو را اعلام کرد.
در اواسط سال ۱۹۸۶، یکی دیگر از شرکای فورد، کیا موتورز در کره جنوبی، تولید فستیوا را تحت لیسانس فورد و با نام «کیا پراید» آغاز کرد. فستیوا با نشان کیا پراید از مارس ۱۹۸۷ تا ژانویه ۲۰۰۰ توسط کیا موتورز در کره جنوبی تولید شد. همچنین از اواخر سال ۱۹۸۷ برای مدل سال ۱۹۸۸، کیا صادرات این خودرو به ایالات متحده را تحت نام «فورد فستیوا» آغاز کرد. فروش در کانادا در ژانویه ۱۹۸۹ آغاز شد و این خودرو از طریق فورد و همچنین نمایندگی‌های مرکوری فروخته می‌شد.
پراید در قالب سدان چهار در (در تیپ‌های ال‌ایکس، جی‌تی‌ایکس و بتا) و همچنین هاچ‌بک سه و پنج در (سی‌دی-۵) و استیشن واگن پنج در فروخته شد. پراید اصلی فقط به عنوان یک هاچ‌بک سه در در دسترس بود، در حالی که مدل پنج در در ژوئن ۱۹۸۸ و استیشن پنج در در فوریه ۱۹۹۲ اضافه شد. در نوامبر ۱۹۹۳، پراید یک فیس لیفت جزئی دریافت کرد و تولید نیز به کارخانه گوانگژو، زیرمجموعه کیا آسیا موتورز منتقل شد، زیرا کیا روی آولا جدید (فورد اسپایر) تمرکز کرد. قبل از آن که تولید مزدا ۱۲۱ در اواخر سال ۱۹۹۰ متوقف شود، خودروهای دارای نشان کیا فقط به برخی از بازارهای درجه سوم صادر می‌شدند. پراید در سال ۱۹۹۹ با کیا ریو جایگزین شد و در سال ۲۰۰۱ خط تولید آن به سایپا فروخته شد.
در زمستان سال ۱۳۸۹ شرکت سایپا محصولات خود تولید محصولات خود را بر پایه پلتفرم پراید متوقف نمود و تولید بر اساس پلتفرم X100 را آغاز کرد و محصولات خود را با نام‌های جدید: سایپا ۱۱۱(مروارید)، سایپا ۱۳۱، سایپا ۱۳۲، سایپا ۱۴۱ تولید می‌کند.
از سال ۱۳۹۳ فروش و عرضه پراید با موتور بهینه یورو۴ انجام شد که تغییراتی در سرسیلندر، منیفولد هوا و برنامه ecu ایجاد شد این تغییرات سبب افزایش توان موتور به ۷۲ اسب بود که از شتاب و قدرت بهتری بهره می‌برد.
موتور بهینه یورو ۴ روی تمام محصولات x100 نصب شد.

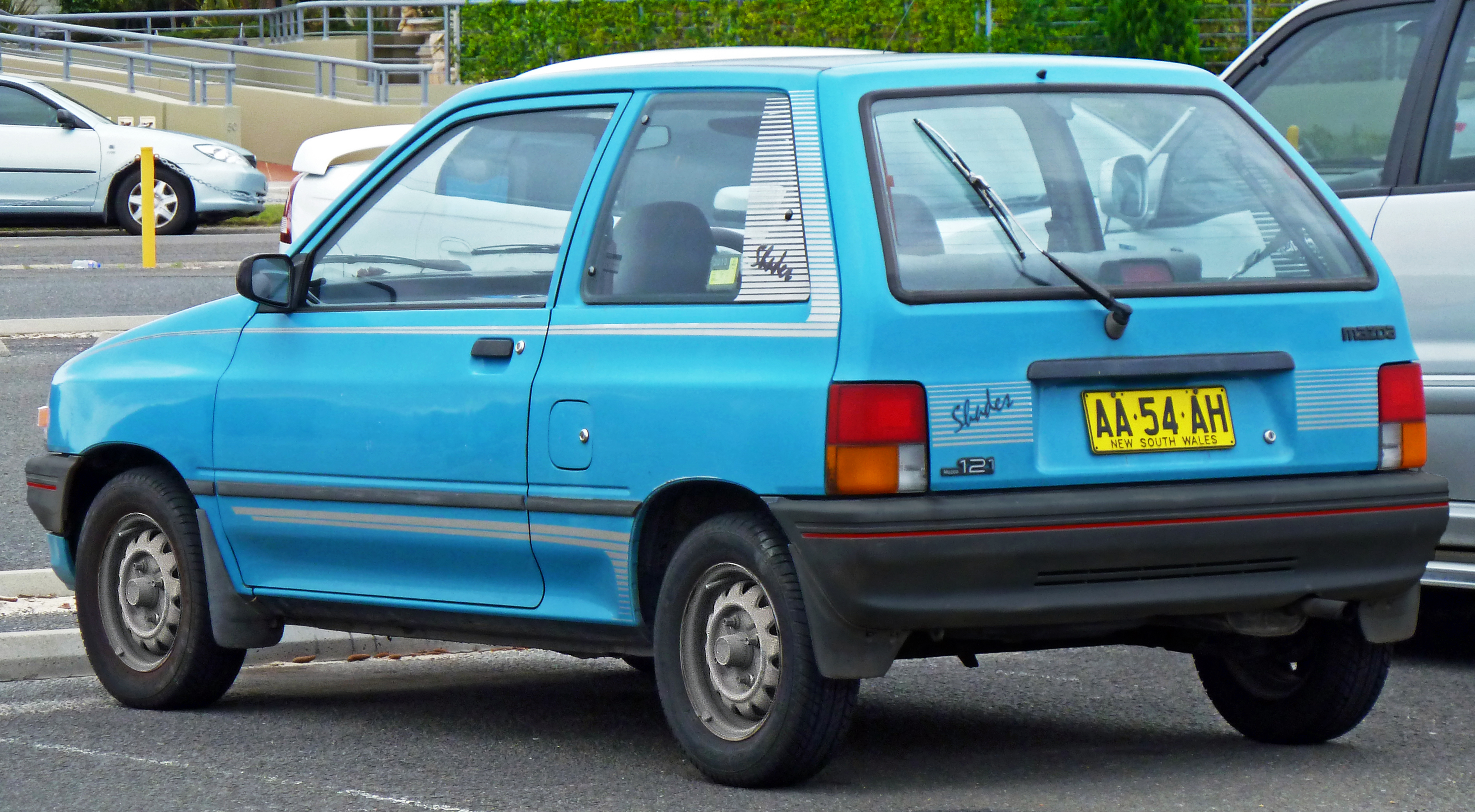
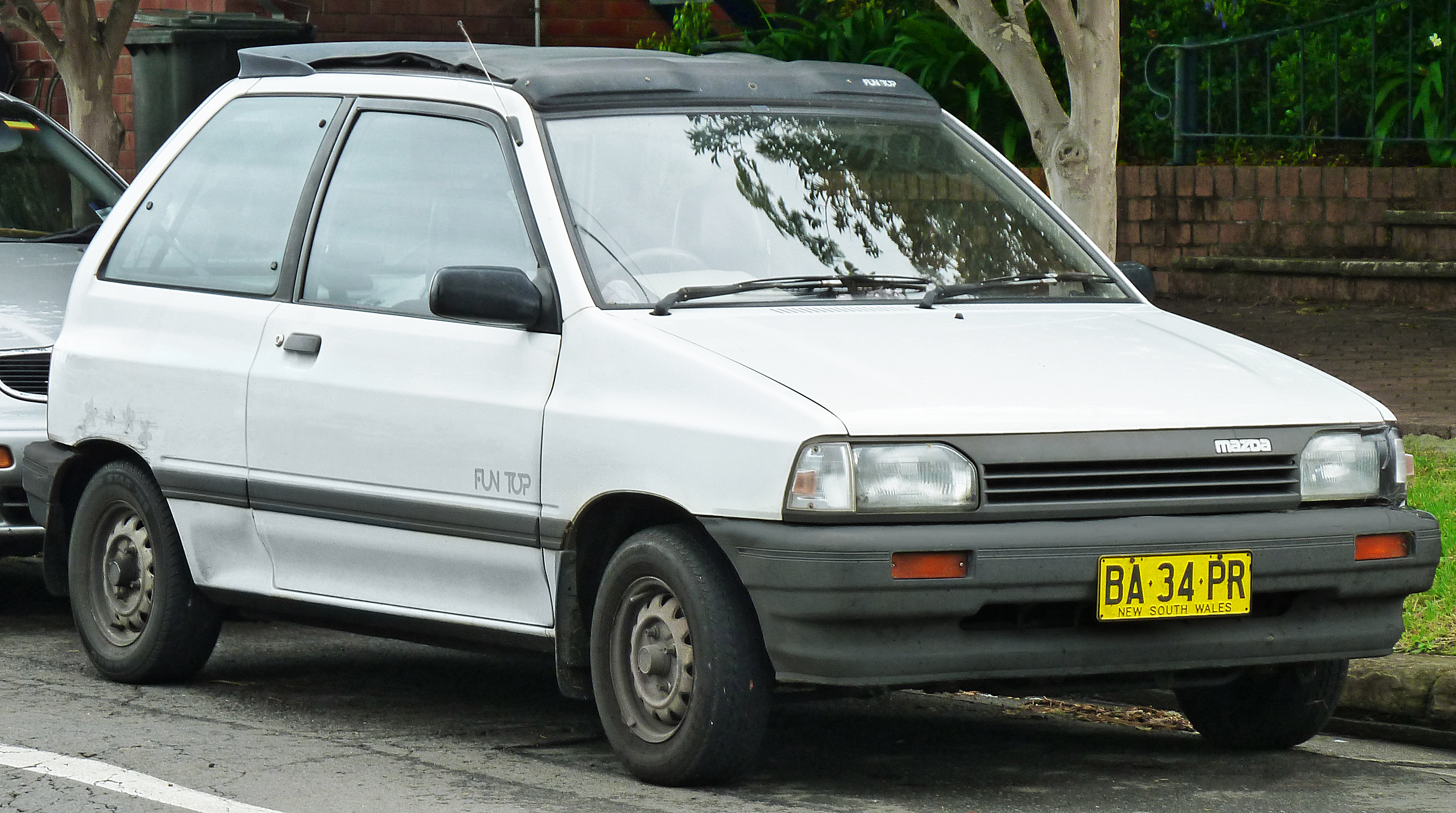
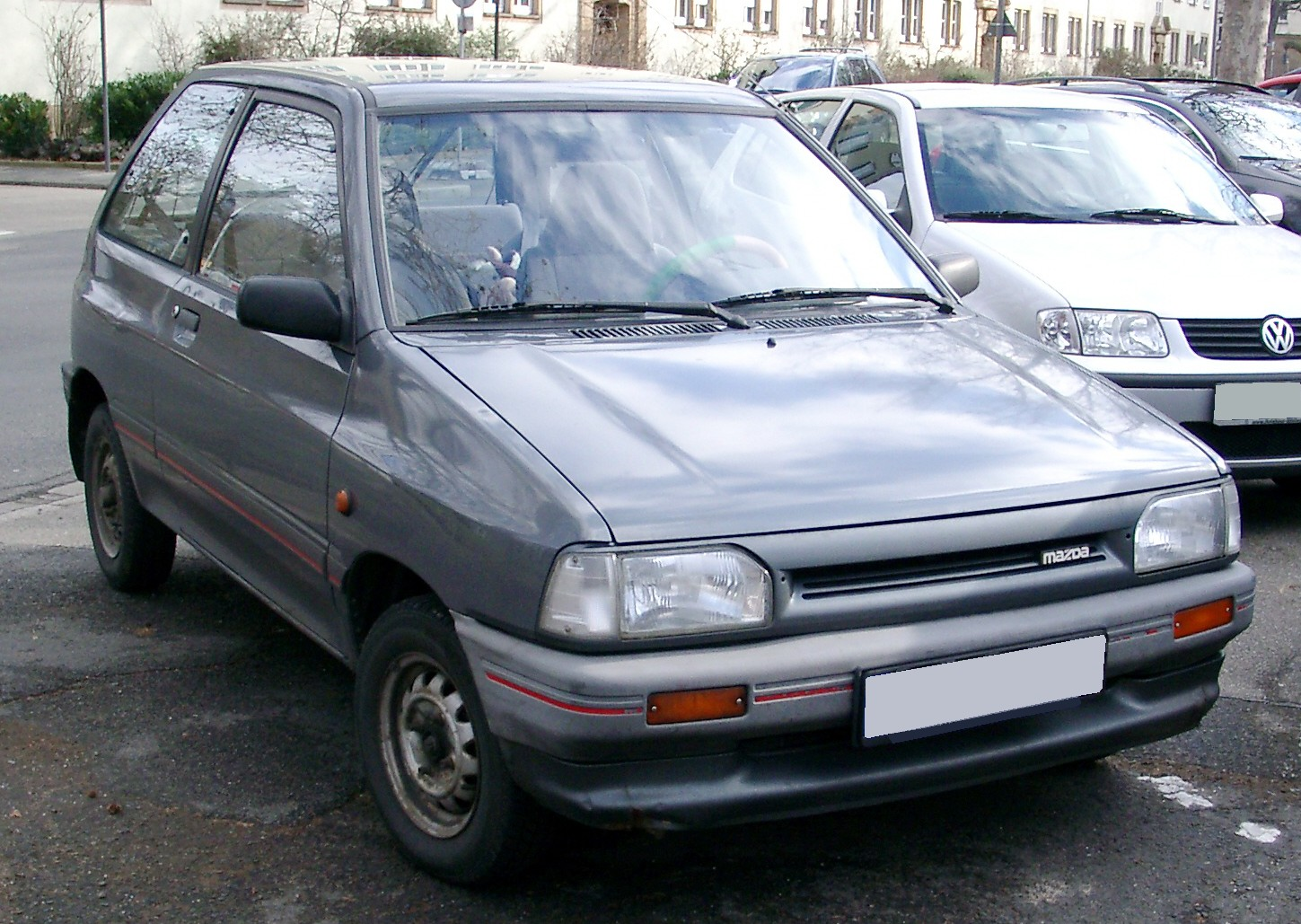
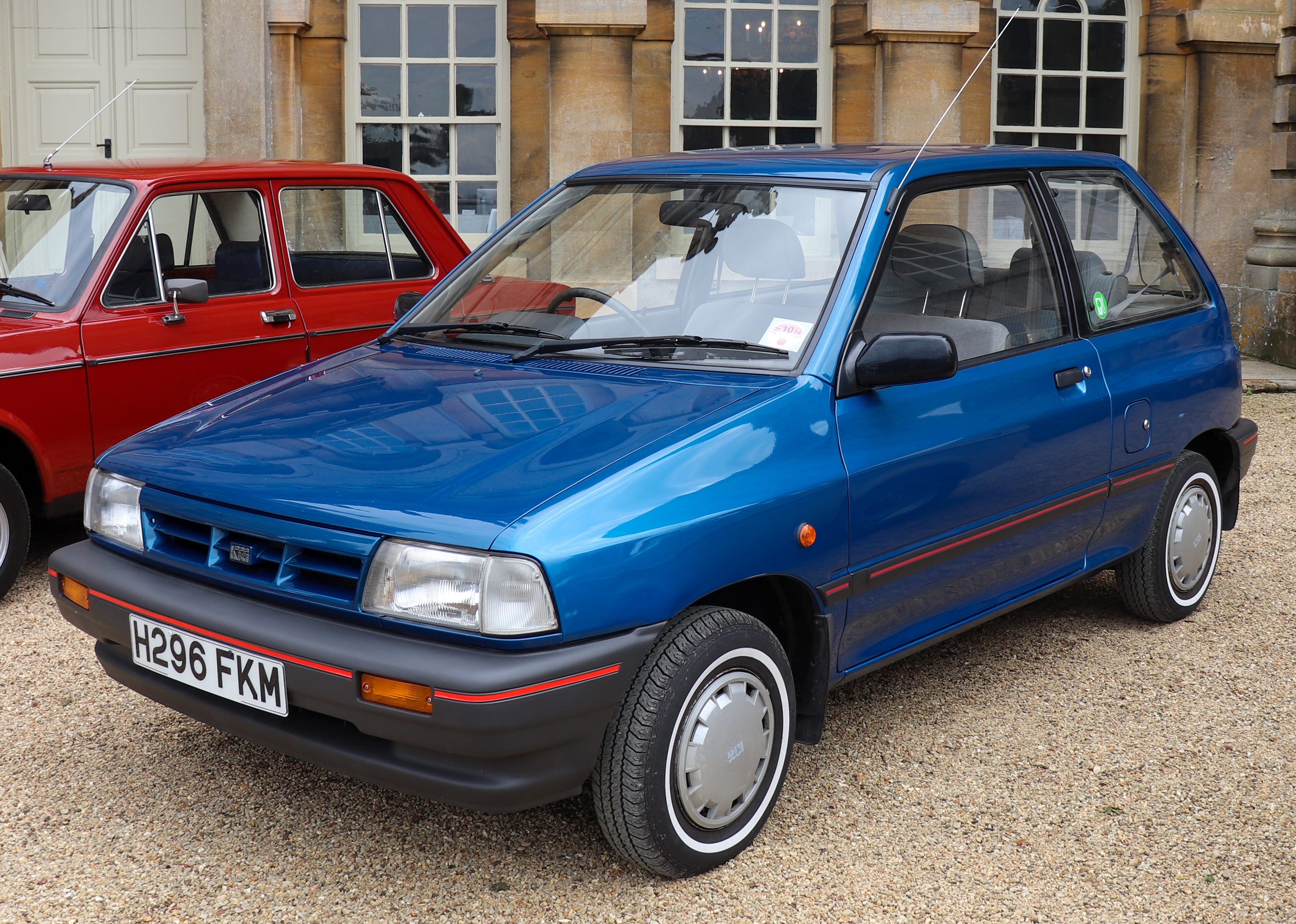
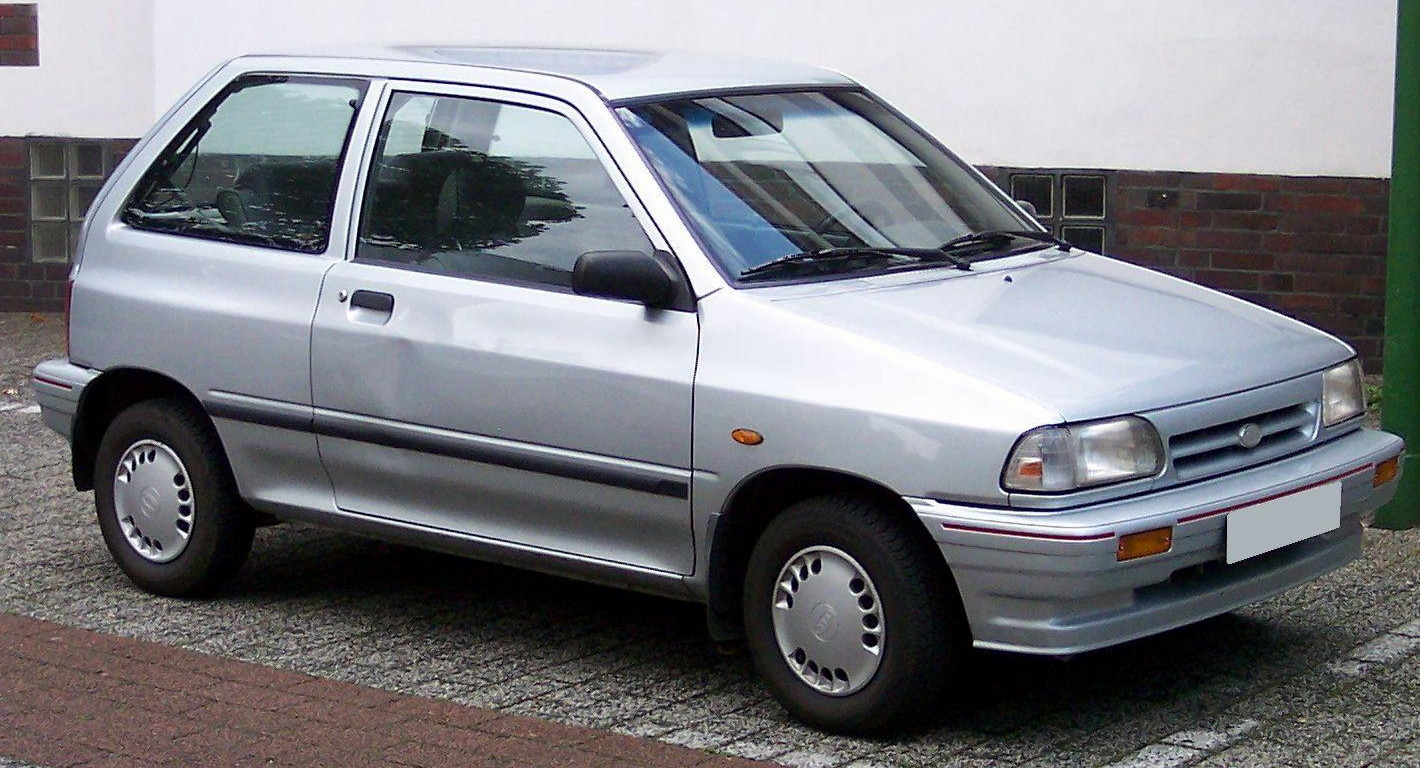
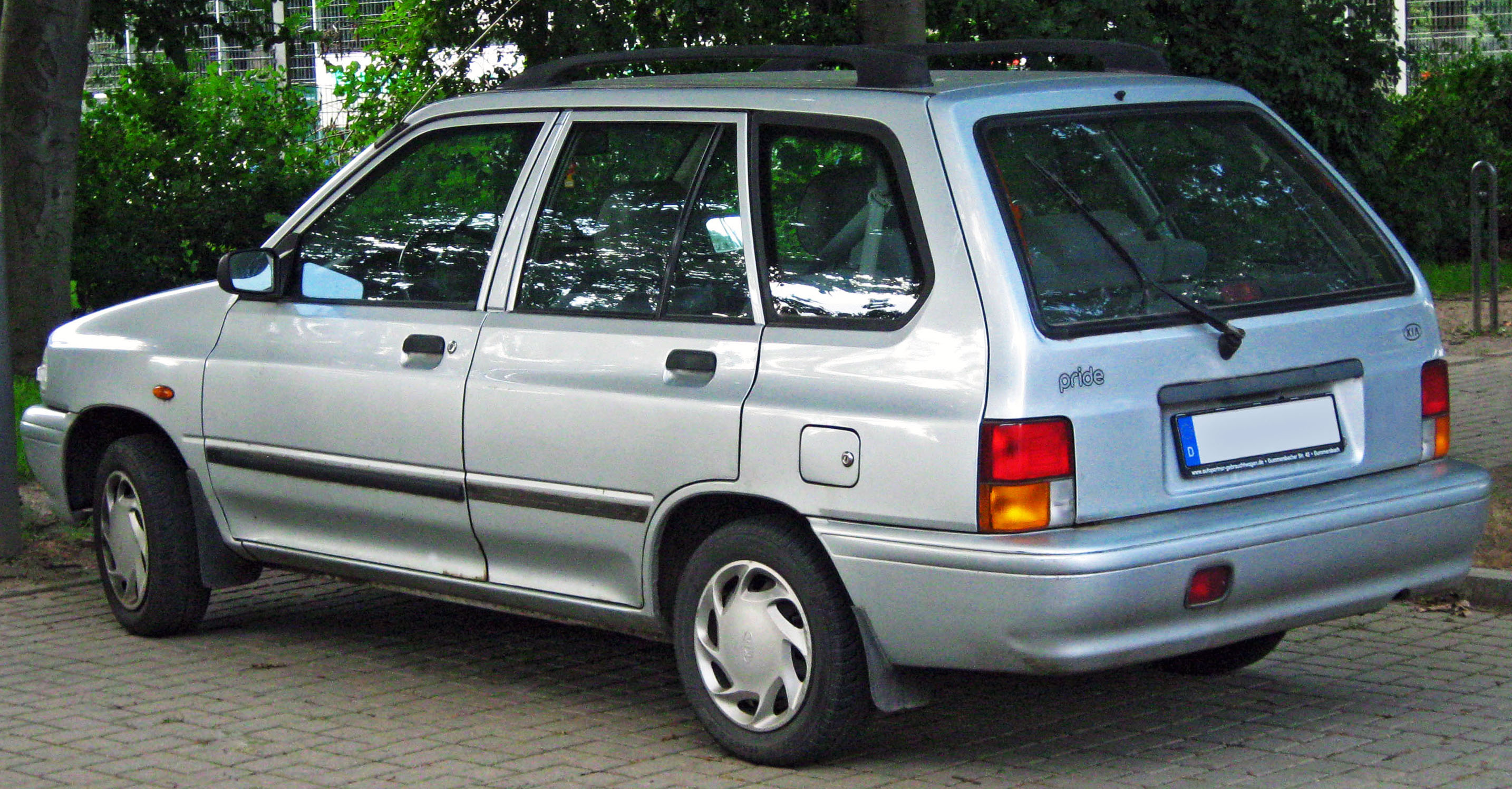

## نسل دوم (۱۹۹۳)

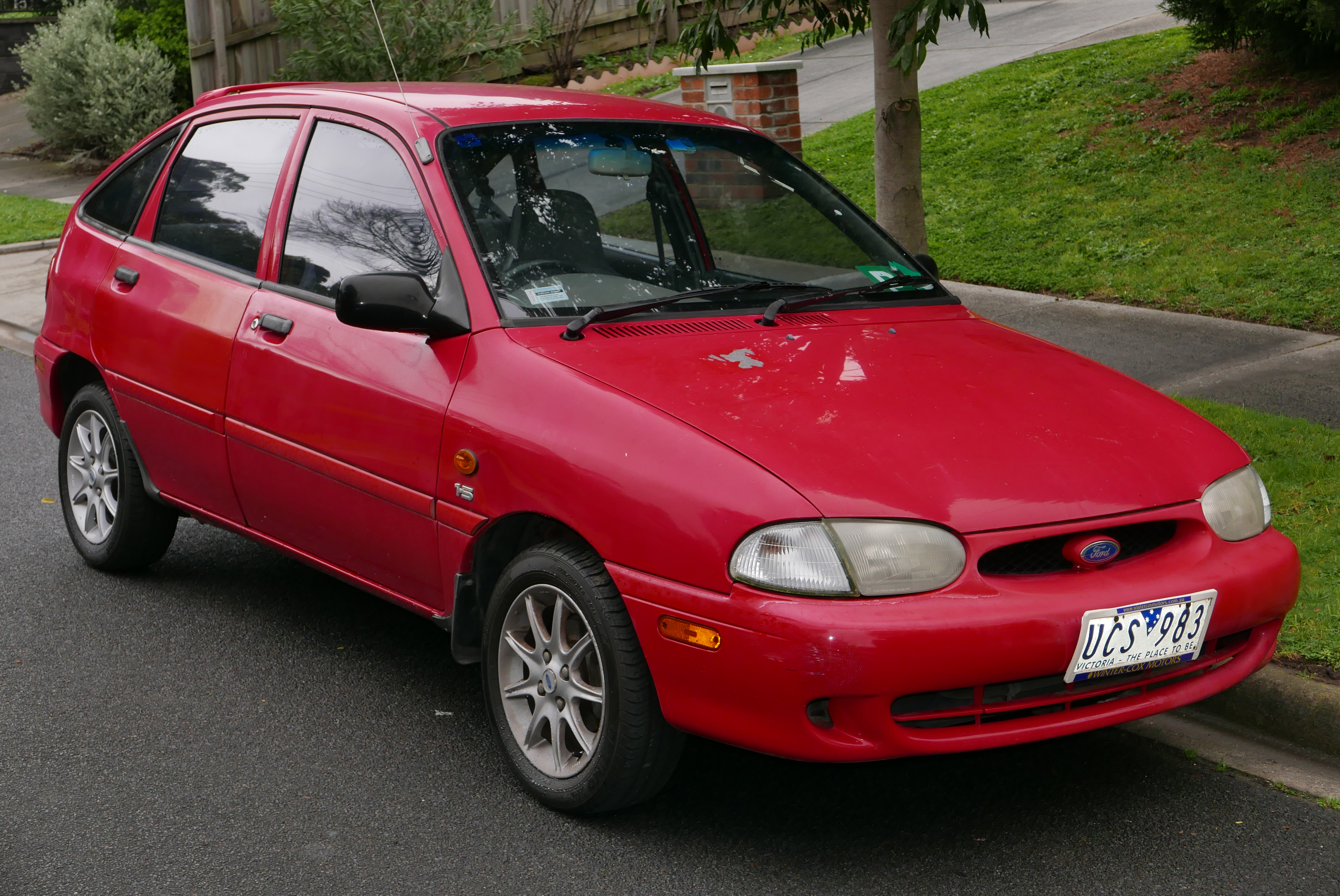
فورد فستیوا ۵ در (استرالیا)

هرچند تولید نسل اول فستیوا یا همان پراید توسط کیا تا سال ۲۰۰۰ ادامه یافت، فورد در سال ۱۹۹۳ به عرضه این نسل در بازار ایالات متحده پایان داد. سپس در همین سال نسل دوم فستیوا معرفی شد که به طور مشترک توسط فورد و کیا توسعه پیدا کرده‌بود. این نسل با وجود این که از قوای محرکهٔ مشترک با نسل اول بهره می‌برد؛ ظاهر منحنی‌تری داشت و بزرگ‌تر و آیرودینامیک‌تر شده بود. هرچند این خودرو در برخی بازارها با نام نسل دوم فستیوا عرضه شد اما فورد در ایالات متحده آن را با نام اسپایر (Aspire) و در دو مدل هاچ‌بک ۳ در و ۵ در عرضه کرد. کیا نیز در کره جنوبی این خودرو را با نام آوِلا روانهٔ بازار کرد. در این کشور علاوه بر مدل‌های هاچ‌بک، مدل سدان هم ارائه می‌شد.
سایپا با الهام از سبک طراحی مدل ۵ در این نسل، سایپا ۱۴۱ را طراحی و عرضه کرد.
در سال ۱۹۹۷، فستیوا یک سپر جلوی جدید با جلوپنجره بیضی‌شکل، چراغ‌های جلوی تغییرشکل یافته و سایر تغییرات جزئی دریافت کرد. اسپایر پس از سال ۱۹۹۷ از سری فورد در ایالات متحده کنار گذاشته شد.
نسل دوم فستیوا تا سال ۲۰۰۰ در استرالیا به فروش می‌رفت که فورد کا جایگزین آن شد. فستیواهای استرالیایی نسل دوم دارای شبرنگ‌های جانبی استاندارد بازار ایالات متحده در هر طرف خودرو (سمت راننده و سرنشین) در جلو و عقب هستند. به جای شبرنگ‌ها/چراغ‌های نارنجی در طرفین جلو و بازتابنده‌ها/چراغ‌های قرمز در طرفین عقب، شبرنگ‌های نارنجی در هر چهار مکان وجود دارد. این بازتابنده‌های اضافی، همراه با چراغ راهنمای گلگیر نارنجی (که در ایالات متحده مورد نیاز نیست و در اسپایر گنجانده نشده است) یک نمایه جانبی منحصر به فرد را ایجاد می‌کنند.
کیا مدل بعدی خود یعنی کیا ریو را کاملاً مستقل توسعه داد و رابطه خود را با فورد به پایان رساند.

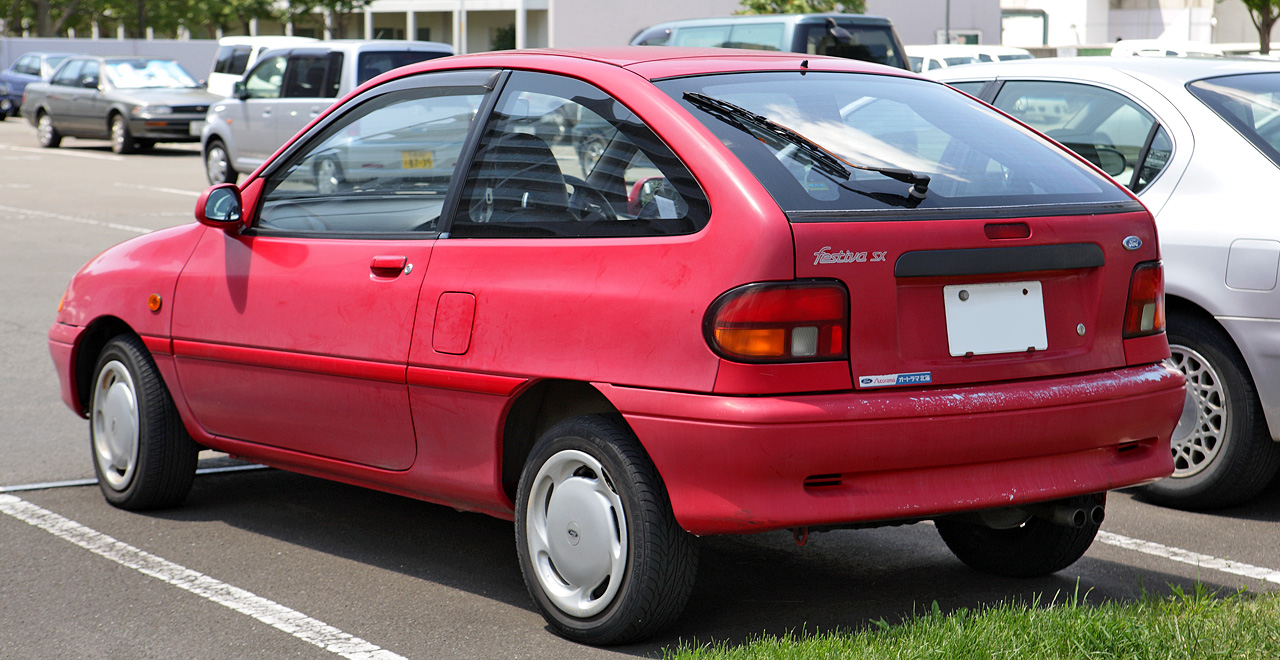
فورد فستیوا ۳ در پیش از فیس‌لیفت (ژاپن)
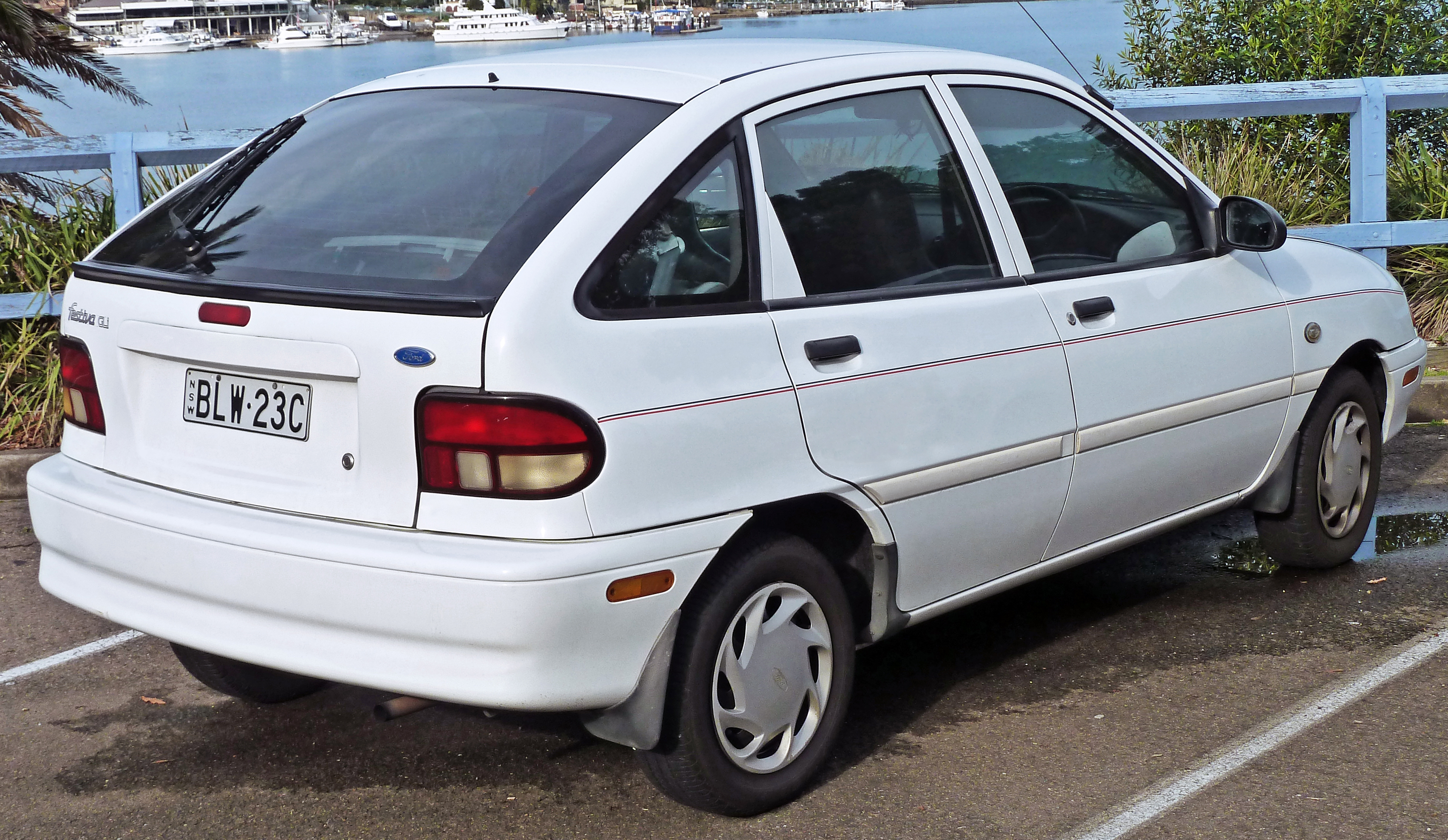
فورد فستیوا ۵ در پیش از فیس‌لیفت (استرالیا)
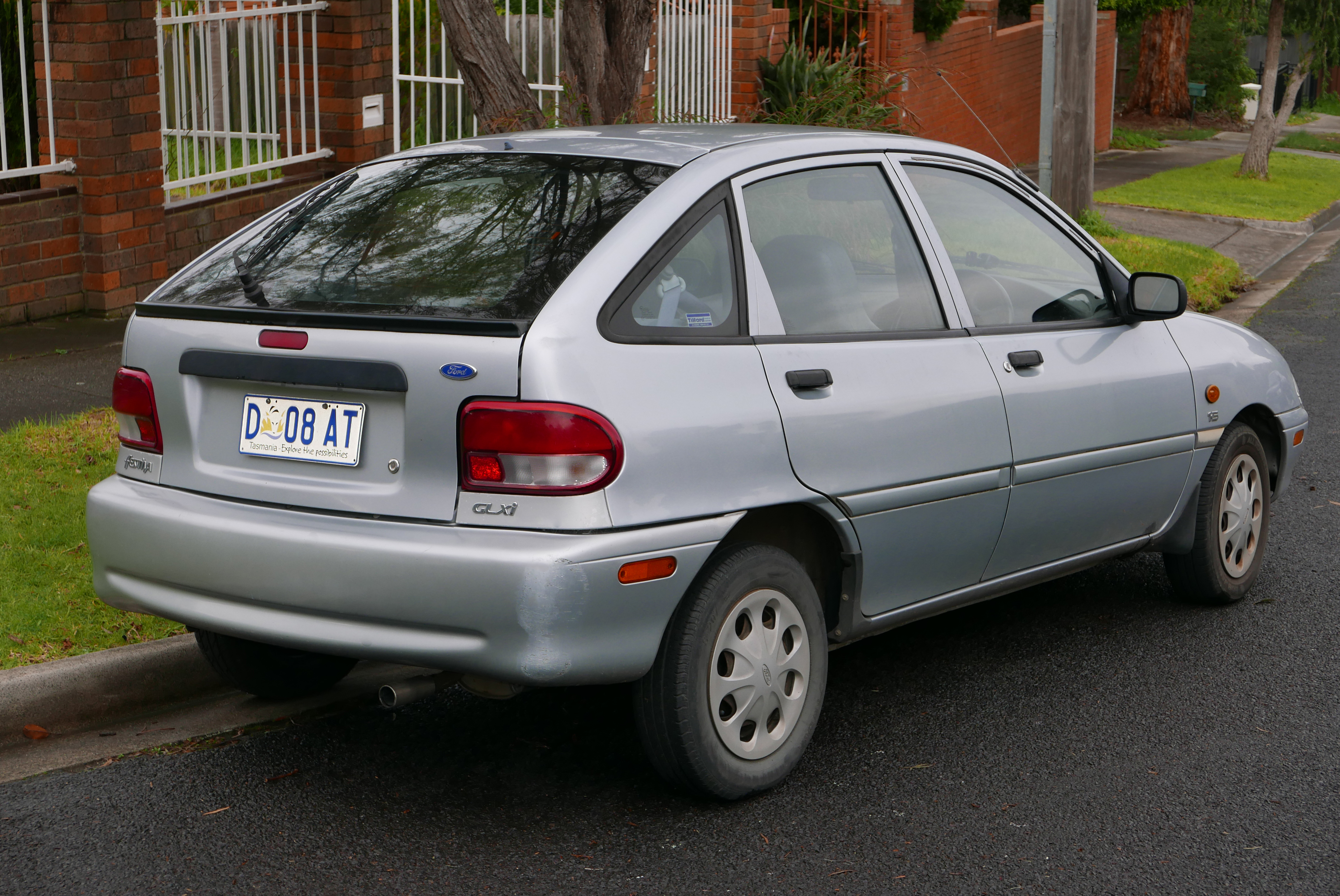
فورد فستیوا ۵ در فیس‌لیفت (استرالیا)
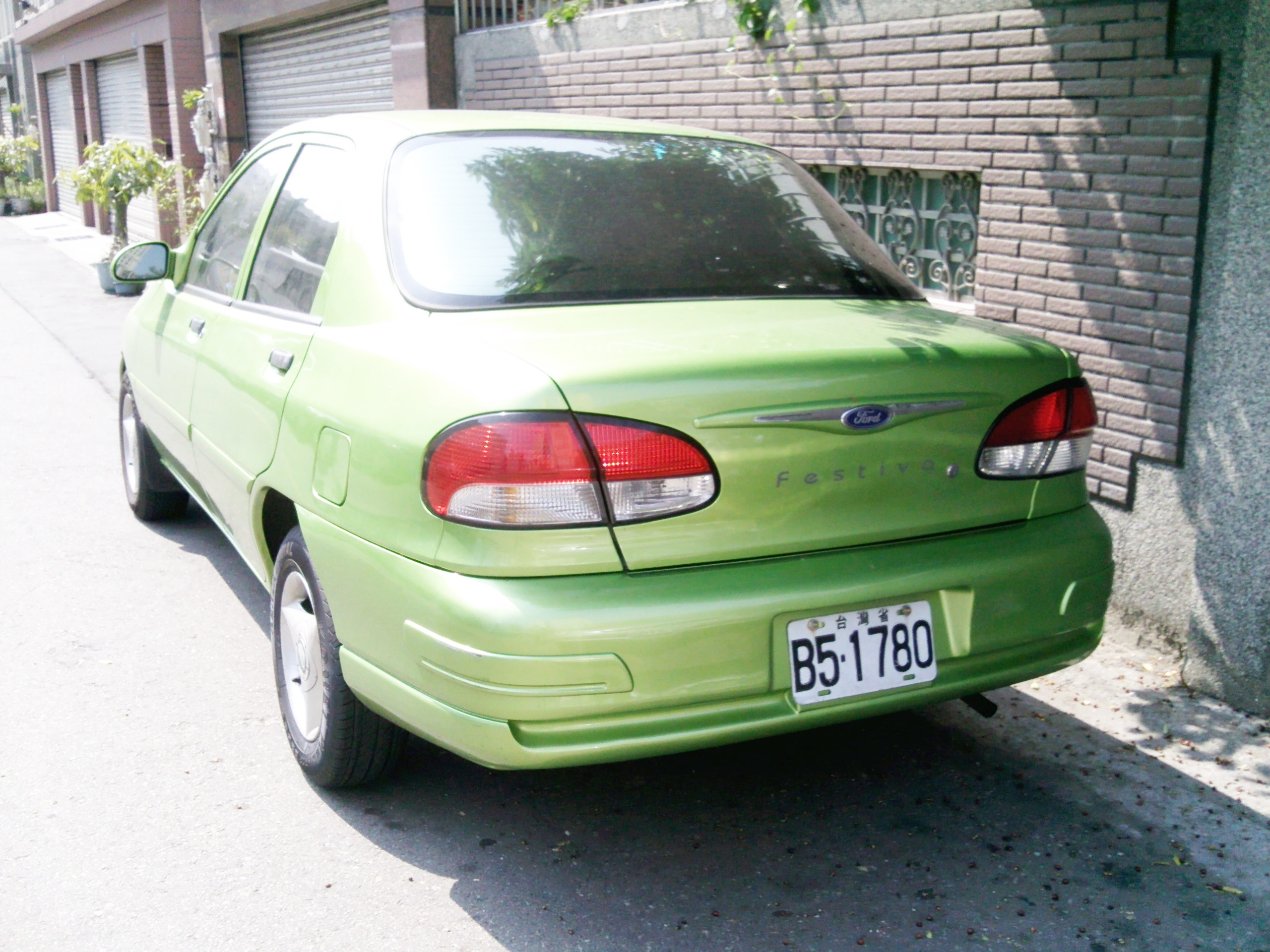
فیس‌لیفت فورد فستیوا سدان (تایوان)
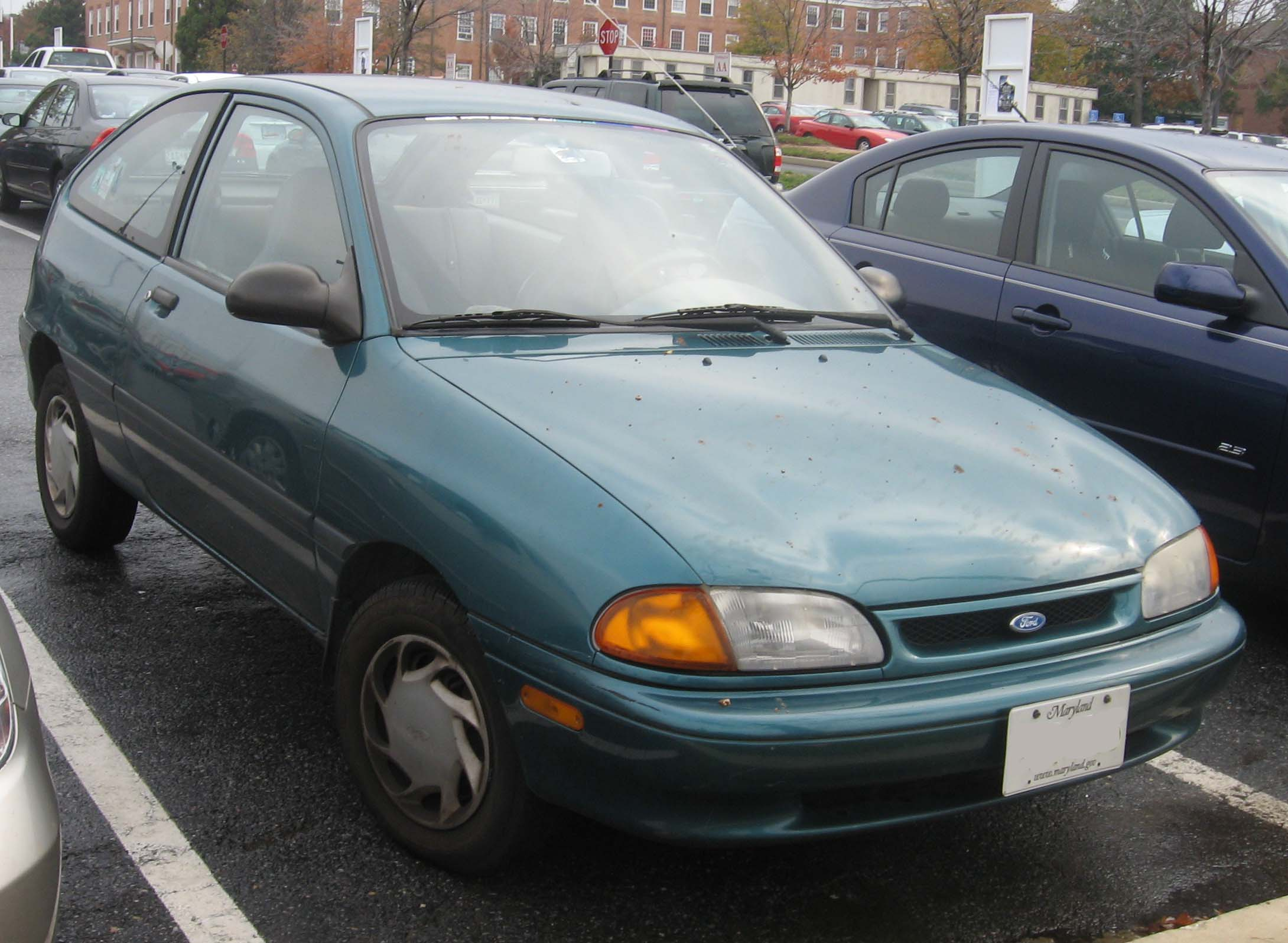
فورد اسپایر ۵ در (آمریکا)
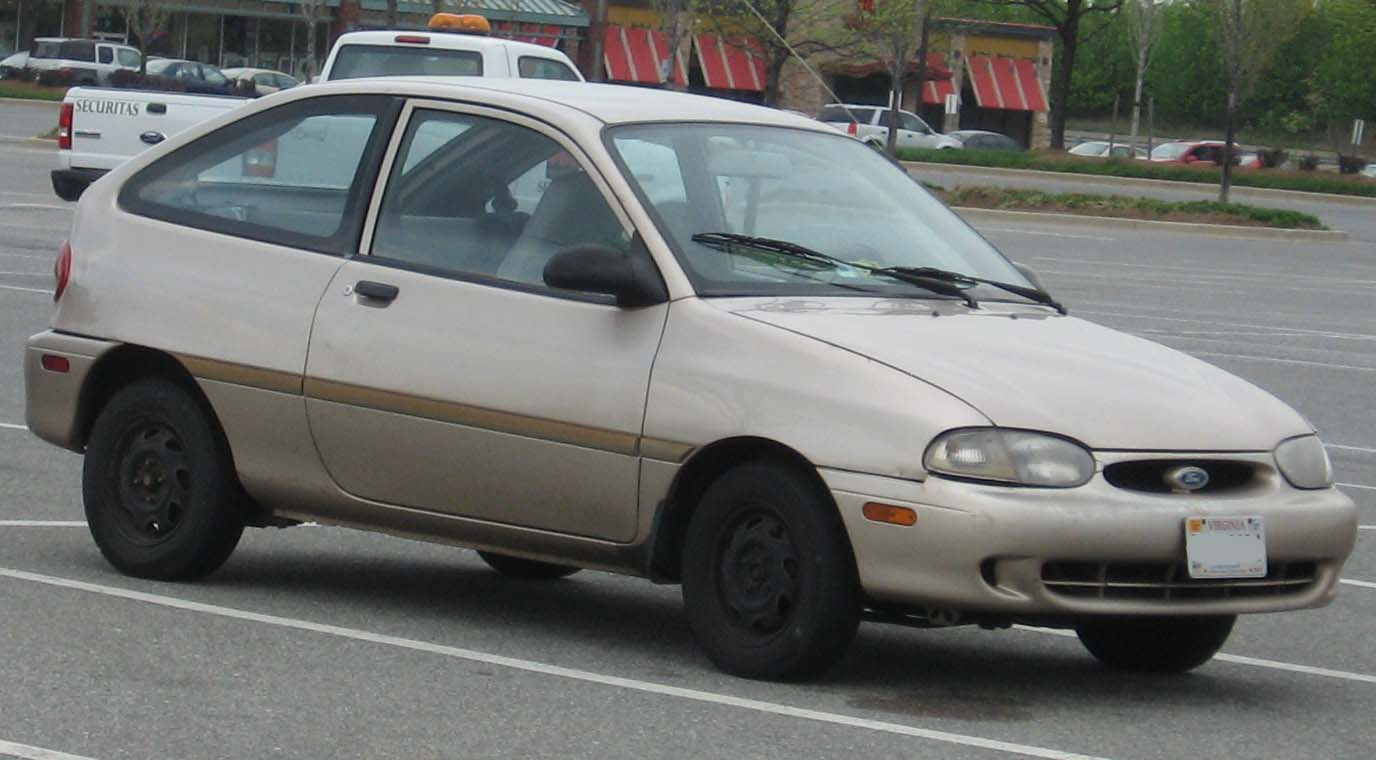
فورد اسپایر فیس‌لیفت (آمریکا)
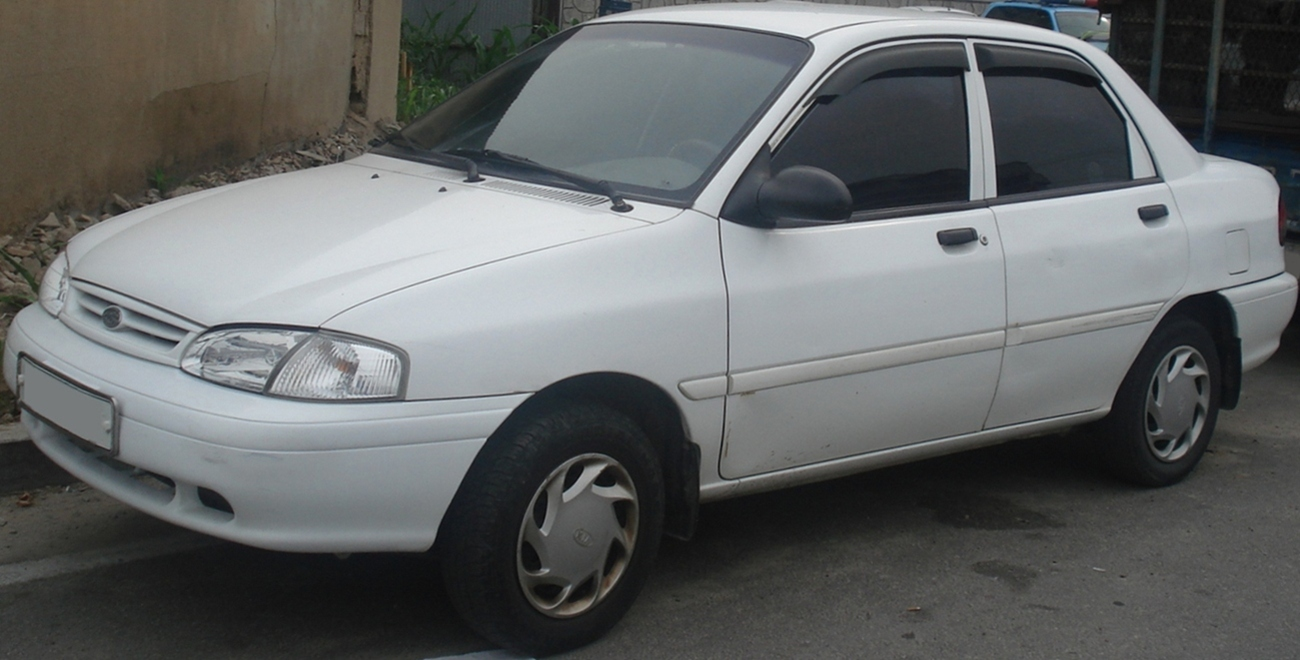
کیا آولا دلتا سدان (کره جنوبی)
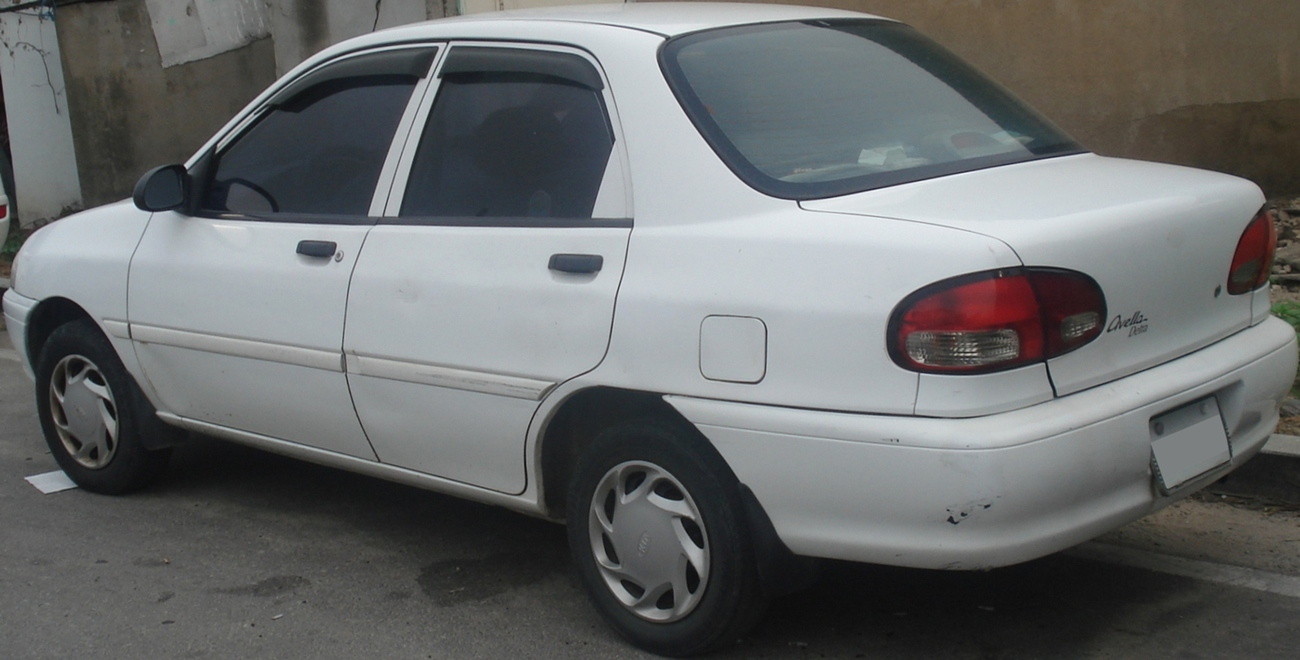
کیا آولا دلتا سدان (کره جنوبی)

## نسل سوم (۱۹۹۶)
این خودرو در واقع نسل اول مزدا دمیو بود که در ژاپن با نام فورد فستیوا مینی واگن و پس از توقف عرضهٔ نسل دوم فستیوا در ژاپن در سال ۱۹۹۶ به فروش رسید. این نسل با دو موتور ۱٫۳ و ۱٫۵ لیتری و با جعبه‌دنده‌های ۳ دندهٔ خودکار، ۴ دندهٔ خودکار و ۵ دندهٔ دستی عرضه شد. نسل سوم فورد فستیوا از سال ۱۹۹۶ تا ۲۰۰۲ تولید می‌شد. در سال ۲۰۰۲ و همزمان با توقف تولید نسل اول مزدا دمیو ، تولید این خودرو نیز متوقف شد.